# 도브리아나 라바지예바
도브리아나 라바지예바(Dobriana Rabadžieva, 불가리아 키릴 문자: Добриана Рабаджиева, 1991년 6월 14일 고들레보, 블라고에브그라드주 출생)는 불가리아 출신의 국제 배구 선수이다.

## 경력
지역 팀인 피린 라즐로그의 일원이었던 그녀는 2005년 CSKA 소피아로 이적했다. 라바지예바는 아제르바이잔 클럽 라비타 바쿠에서 뛰면서 2012년 FIVB 클럽 세계 선수권 대회에서 은메달을 획득했다.
라바지예바가 2위를 차지한 불가리아 여자 국가대표팀의 핵심 선수로 활약한 2012년 여자 유럽 배구 리그가 끝난 후, 그녀는 베스트 서버 상을 수상했다.
2013년 6월 18일, 라바지예바는 갈라타사라이 다이킨과 계약했다. 2014년에 라바지예바는 스위스 클럽 볼레로 취리히에서 선수 생활을 이어갔다.
라바지예바는 스위스 클럽 볼레로 취리히에서 뛰면서 2015년 FIVB 클럽 세계 선수권 대회에서 동메달을 획득했다.
2010년대 후반부터 라바지예바는 국가 연맹과의 개인적인 의견 차이로 인해 국가대표팀에 출전하지 않았다. 2022년에는 부상 문제도 결정에 한몫하면서 국가대표 은퇴를 확정했다. 라바지예바는 13년 동안 청소년 및 성인 수준에서 불가리아 국가대표팀을 대표했다.

## 클럽
- VC CSKA 소피아 (2005–2010)
- 이모코 코넬리아노 (2010–2011)
- 라비타 바쿠 (2011–2013)
- 갈라타사라이 다이킨 (2013–2014)
- 볼레로 취리히 (2014–2017)
- 갈라타사라이 (2017–2018)
- 광둥 에버그란데 (2018–2020)
- 이탐베/미나스 (2020)
- 광둥 에버그란데 (2020)
- 튀르크 하바 욜라르 (2020–2021)
- 로마 볼리 클럽 (2021–2022)
- 산둥 (2022)
- 디나모-악 바르스 카잔 (2023–)

## 수상

### 클럽
- 2011년 FIVB 클럽 세계 선수권 대회 -  금메달 우승, 라비타 바쿠
- 2011-12 아제르바이잔 리그 -  우승, 라비타 바쿠
- 2011-12 아제르바이잔 컵 -  우승, 라비타 바쿠
- 2012년 FIVB 클럽 세계 선수권 대회 -  은메달, 라비타 바쿠
- 2012-13 아제르바이잔 리그 -  우승, 라비타 바쿠
- 2012–13 CEV 챔피언스 리그 -  은메달, 라비타 바쿠
- 2014–15 스위스 컵 -  우승, 볼레로 취리히
- 2014–15 스위스 리그 -  우승, 볼레로 취리히
- 2015년 FIVB 클럽 세계 선수권 대회 -  동메달, 볼레로 취리히
- 2017년 FIVB 클럽 세계 선수권 대회 -  동메달, 볼레로 취리히
- 2020년 남미 클럽 선수권 대회 –  우승, 이탐베/미나스

### 국가대표팀
- 2009년 주니어 발칸 선수권 대회 -  금메달
- 2012년 여자 유럽 배구 리그 -  은메달
- 2013년 여자 유럽 배구 리그 -  동메달
- 2014년 보리스 옐친 컵 2014 -  금메달